# 约翰二世 (法兰西)
約翰二世，或譯讓二世（法語：Jean II，1319年4月26日—1364年4月8日），別名好人約翰（法語： Jean le Bon），法蘭西王國瓦盧瓦王朝第二位國王。
約翰二世統治時期的法蘭西遭逢各種天災人禍：黑死病造成近半數人口死亡；農民發動札克雷暴動；自由傭兵團與盜賊團四處劫掠，外加百年戰爭英格蘭的入侵，帶來軍事上的慘重損失。其中包含1356年的普瓦捷戰役，約翰二世遭到英軍俘虜。
約翰二世被囚禁於倫敦期間由長子查理攝政，鎮壓叛亂。為了釋放約翰二世，英法簽訂布勒丁尼條約，法蘭西被迫割讓大量領土並繳交鉅額贖金。為了籌集贖金，約翰二世留下兒子安茹的路易為人質後返回法蘭西。重回王國後，他鑄造法郎來穩定貨幣，將自由傭兵團送去參加十字軍。安茹的路易擅自逃離英格蘭監禁，基於騎士精神約翰主動返回英格蘭接受監禁，於1364年逝於倫敦。

## 早年
約翰九歲時，父親腓力加冕為法蘭西國王腓力六世。腓力的登基為法王是個意外，根據薩利克繼承法，女性後裔不得成為繼承人，美男子腓力膝下的男性繼承人皆早逝，導致繼承順位靠後的瓦盧瓦伯爵成為法蘭西國王。然而這招致美男子腓力的外孫英王愛德華三世的不滿，主張自己擁有優先繼承權，因此腓力六世繼位後便積極鞏固王權來對抗競爭者。為此，腓力在約翰十三歲時便為他安排強而有力的政治聯姻，同時冊封約翰為諾曼第公爵。

### 政治聯姻
最初為約翰計畫的聯姻對象是英王愛德華二世的長女伍德斯托克的埃利諾，不過腓力後來邀請了波希米亞國王盧森堡的約翰前來楓丹白露宮作客。波希米亞計畫掌控倫巴底地區並且需要法蘭西王國的外交支持，雙方因此簽訂條約。根據條文，在戰爭爆發時，波希米亞王國將支援法蘭西王國四百步兵，而法蘭西保證波希米亞王國對倫巴底的控制不受爭議。腓力選擇的盧森堡的約翰之女波希米亞的邦妮為約翰的聯姻對象，因為她最接近適婚年齡(16歲)，嫁妝訂為12萬弗羅林。
約翰於1332年成年，在4月27日受領諾曼第公國以及勒芒、曼恩地區的統治權。結婚式於7月28日在默倫聖母院舉行，有六千人共襄盛舉。年輕的新郎之後在巴黎聖母院完成騎士冊封儀式，慶典為此延長了兩個月。做為新任的諾曼第公爵，約翰的冊封典禮十分莊嚴，集結了眾多高貴人士觀禮，其中包含波希米亞及納瓦拉國王、勃艮第、洛林及布拉班特公爵。

## 諾曼底公爵

### 就任及英格蘭勢力崛起
約翰於1332年就任諾曼底公爵時，就必須面對諾曼貴族早已與英格蘭人同盟的事實。現實上，諾曼底的經濟依賴英吉利海峽的海上貿易大於塞納河的河上貿易。自13世紀初公國便脫離英格蘭統治，但許多地主在海峽兩岸皆有領地，明確支持任何一方都會有采邑遭到沒收的風險，因此諾曼貴族像獨立氏族一樣管理領地，在公國規章之下有條件持有自治權。諾曼貴族中主要分為兩大勢力：唐卡維爾伯爵與哈庫爾伯爵，兩個家族長年對立。

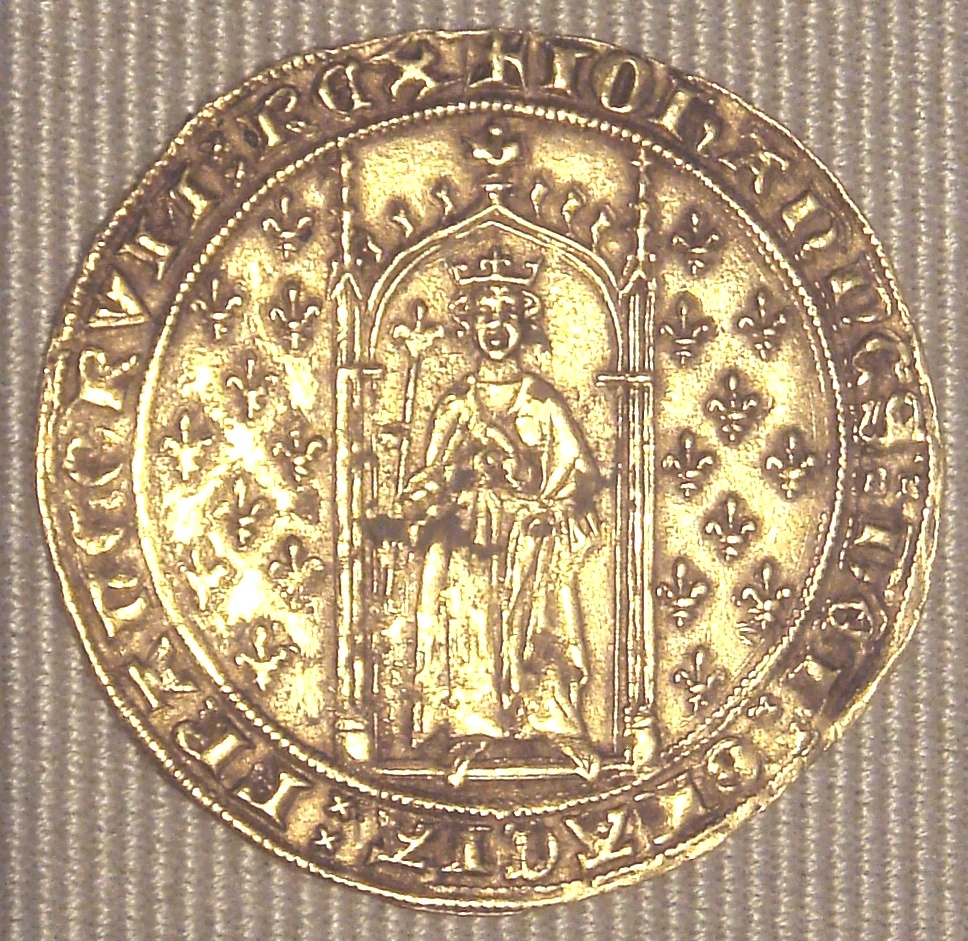
約翰統治時期(1351年)的一枚第納爾幣，刻有法蘭西百合花紋章。

衝突在1341年再次升溫，腓力六世擔心王國最富裕的地區遭到戰火摧殘，指派巴約與科唐坦執法官前往協調。傑弗華·德·哈庫爾舉兵反抗法王，集結一票貴族保護其自治權並對抗王家干涉。叛軍要求傑弗華成為公爵來保證其自主性。王家軍隊佔領傑弗華的圣索沃尔勒维孔特城堡，將其放逐至布拉班特。他的三名同夥在1344年4月3日於巴黎遭斬首。

### 英軍入侵
1342年，約翰在亞維儂參加教宗克勉六世的加冕典禮，在1343年下半，約翰成為和談代表團的成員和愛德華三世的法院書記見面。
1345年，大量諾曼叛軍向愛德華三世效忠，對瓦盧瓦王室的合法性產生嚴重威脅。1346年，愛德華三世率大軍入侵諾曼底，於8月26日在克雷西會戰大敗法軍主力，並在11個月的圍城戰後佔領加萊，進一步打擊法王的威望。法蘭西北部與西部的貴族因經濟影響向英格蘭倒戈，腓力六世只好尋求和議。諾曼底公爵約翰與傑弗華·德·哈庫爾會談，同意交還所有被沒收的貨物，甚至任命傑弗華為諾曼底統治長官。約翰接著和唐卡維爾家族接觸，利用他們對法王的忠誠保障約翰在諾曼底的地位。唐卡維爾的珍妮和默倫子爵約翰的聯姻形成了默倫─唐卡維爾派為約翰的後盾，同時傑弗華繼續自稱為諾曼人的守護者暨改革派領袖對抗約翰。

### 黑死病及再婚
1349年9月11日，約翰的妻子波希米亞的邦妮因黑死病病逝於巴黎郊外的修道院。為了躲避瘟疫，約翰離開他在巴黎的住所城島宮。1350年2月9日，約翰與奧弗涅女伯爵讓娜於聖讓姆城堡（於今弗什羅勒）再婚。

## 法國國王
法王腓力六世於1350年8月22日逝世，約翰在同年9月26日於蘭斯加冕為法王約翰二世。他的第二任妻子讓娜也在同時加冕為法蘭西王后。
1350年11月，約翰二世下令逮捕王室統帥拉烏爾二世·德·布里安並將他處決，罪名不詳，但傳說他被俘虜時將吉訥地區交給英格蘭以換取自由。

### 與納瓦拉的關係
1354年，法蘭西王室統帥夏爾·德·拉切爾達遭暗殺，矛頭指向約翰二世的表親納瓦拉國王惡人查理，他除了納瓦拉王國外還領有諾曼第的廣大土地。然而為了保持對加斯科涅地區英軍的戰略同盟，他與查理在1354年2月22日簽訂芒特条约。不過和平不持久，查理之後和第一代蘭開斯特公爵格羅斯蒙特的亨利結盟，在1355年9月10日簽訂瓦洛涅条约，但這次的同盟卻更加穩固。

### 普瓦捷戰役
1355年，百年戰爭再度進入熱戰期。1356年7月，愛德華三世的長子黑太子愛德華對法蘭西發動騎行劫掠，約翰二世親自率軍追擊。兩軍在9月於普瓦捷東南方近郊交會。
約翰擁有敵軍約兩倍的人數，對勝利十分有自信，但他並沒有立刻發動攻擊。在等待時，教廷使節在兩軍之間遊說停戰。約翰二世要求黑太子及旗下100名騎士主動投降成為俘虜，最後談判破局，戰鬥不可避免。
普瓦捷戰役當日，約翰與17名貼身騎士穿著相似服裝迷惑敵軍，然而約翰二世還是戰敗被俘。

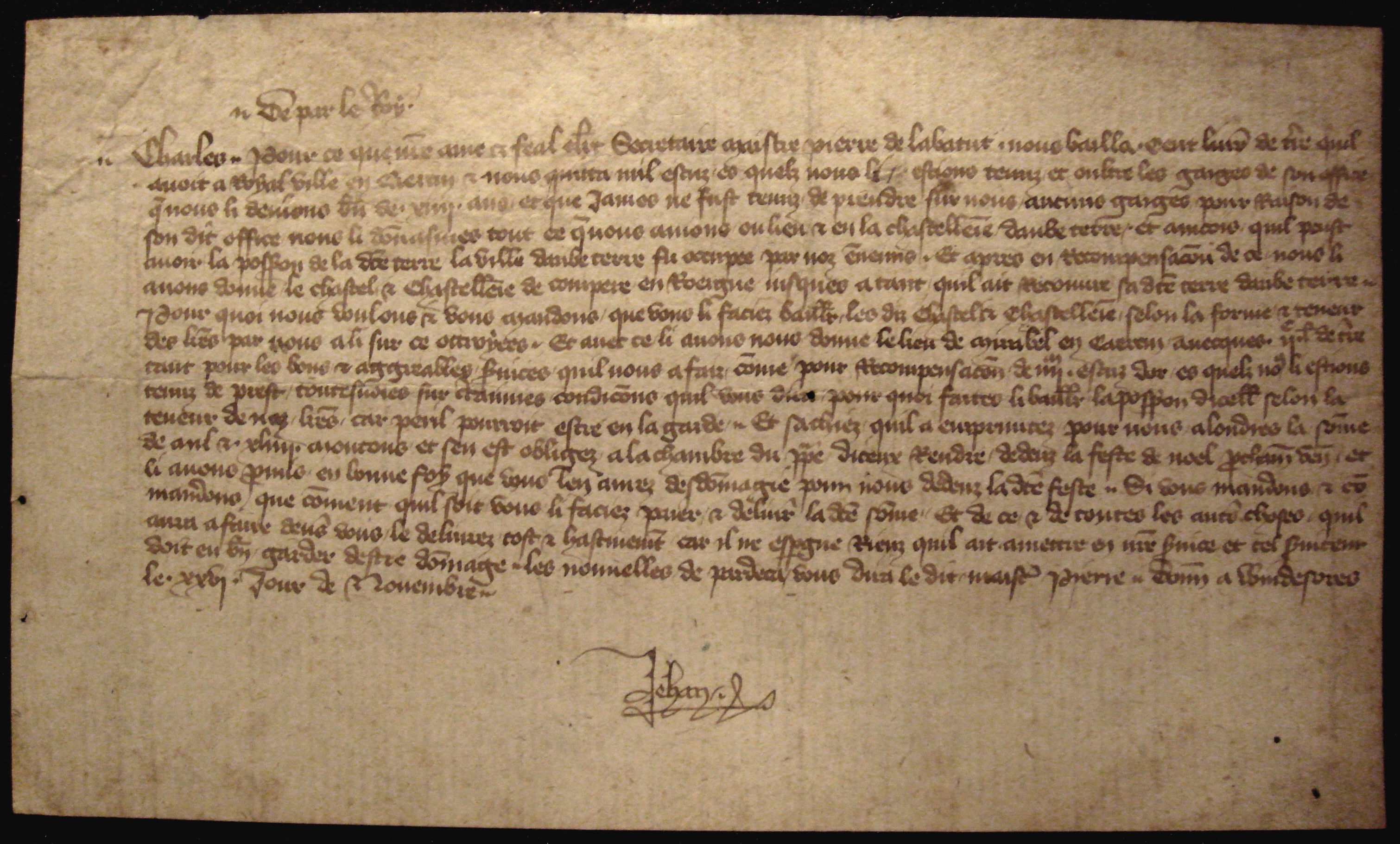
約翰二世囚禁於溫莎城堡時寫給兒子攝政王查理的信。

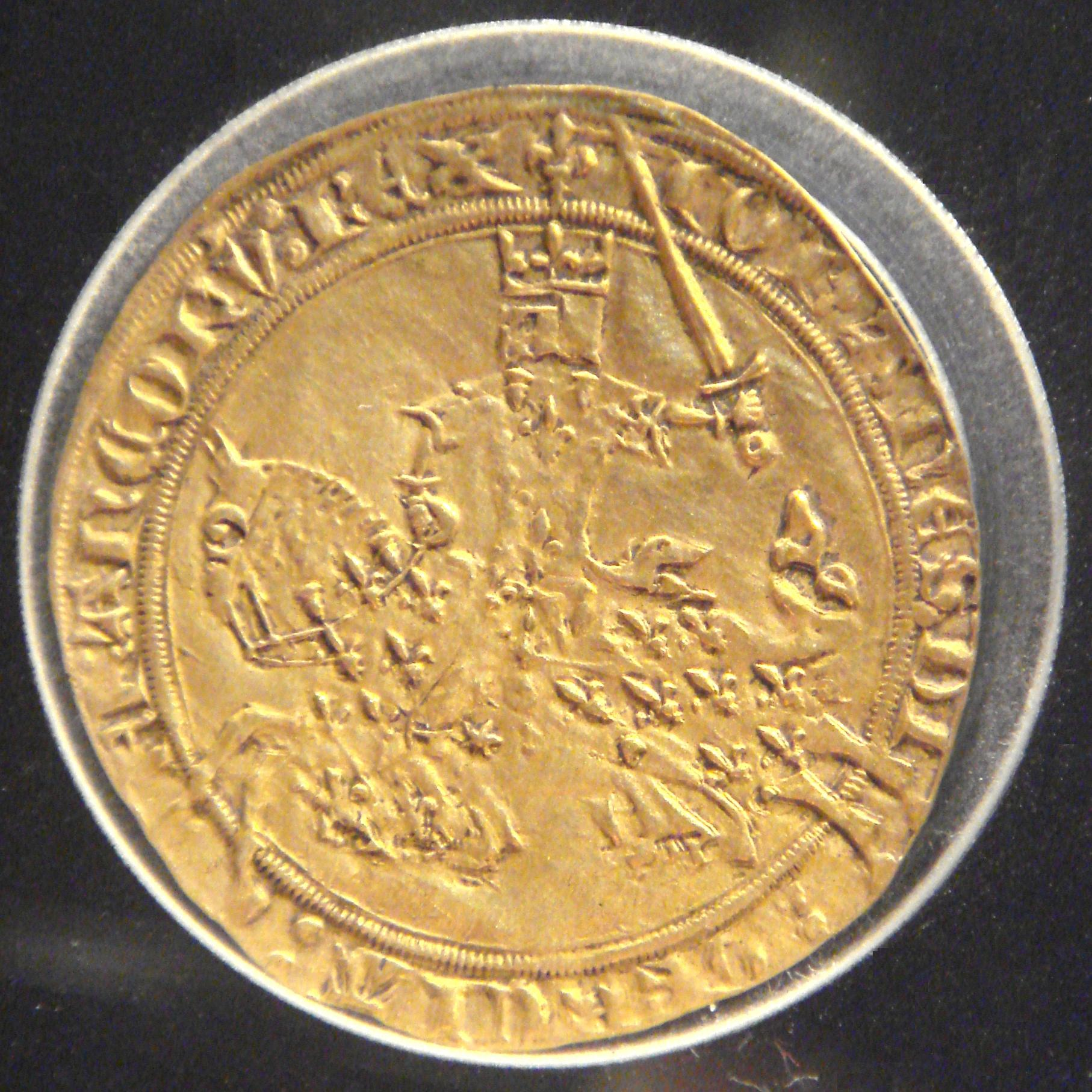
歷史上第一枚法郎：「馬上的法蘭克」（Franc à cheval），在好人約翰從英格蘭釋放時鑄造。24K金，重3.73克，與1里弗爾等重。

### 英格蘭的俘虜
約翰二世向英軍投降，黑太子以禮相待，接著將他帶到波爾多再轉送英格蘭。約翰二世在英格蘭商議和談條件時，他的軟禁地點不斷轉換，最終被送到了倫敦塔。
作為英格蘭的囚徒，約翰被給予王室特權，讓他能夠享有尊貴的生活。當時法蘭西因為失去國王瀕臨崩潰，全國上下不計代價為贖金籌錢時，根據約翰囚禁時的帳冊顯示，他購買馬匹、寵物、服飾，還供養一名占星家和一支宮廷樂隊。

### 逝世
布勒丁尼條約敲定約翰二世的贖金為三百萬克朗。1360年6月底約翰離開倫敦塔，受到英格蘭王后菲莉琶的盛大歡送，於7月8日渡海抵達加萊。
約翰二世將兒子安茹的路易留在加萊作為支付贖金前的人質。不過在1363年7月，路易逃脫監禁，使約翰二世感到不名譽。約翰二世以「良心和榮譽」為名，主動回歸英格蘭接受監禁。約翰在1364年來到倫敦，再度受到英格蘭的盛大歡迎。不過數月後約翰便患上不明疾病，於該年4月逝於倫敦的薩沃伊宮（今薩沃伊禮拜堂）。他的遺體被運回法蘭西，安葬於聖但尼聖殿的王家墓室。

## 人格
約翰二世的健康狀況不良，他很少進行身體活動，鮮少參加馬上比武，並偶爾才去狩獵。當時的紀錄表示他性格易怒常動武，經常造成政治與外交問題。約翰二世喜好文學，贊助畫家與音樂家。

### 形象
約翰二世的「戰士王」這一形象可能來自於他在普瓦捷戰役的奮戰以及成立星騎士團對抗英格蘭的嘉德騎士團，不過這些都是因政治目的而做。就如先王腓力六世，約翰二世必須保持王位的正統性來延續瓦盧瓦家族並對抗愛德華三世與惡人查理的王位宣稱。約翰自年少時便開始對抗以經濟或改革為目的，影響貴族與城市的分離主義者。他在陰謀與背叛中成長，使他只在封閉環境下與親信共商國事。

### 性傾向
約翰在第一次結婚後在11年內生了11名子女。由於約翰與夏爾·德·拉切爾達關係緊密，惡人查理因而散佈兩人有親密關係的謠言。拉切爾達被授予眾多榮譽，並在約翰登基後被任命為王室統帥統領全軍，跟隨所有國王的公務旅行。拉切爾達的崛起招致貴族不滿，其中數人在1354年將他亂刀刺死，事後約翰公開對拉切爾達死亡的悲傷。

## 婚姻與子嗣
1332年7月28日，十三歲的約翰與波希米亞國王之女波希米亞的邦妮結婚，兩人育有9名子女：
1. 查理（1338年1月21日 ─ 1380年9月16日）[12]，法國國王。
2. 路易（1339年7月23日 ─ 1384年9月20日）[12]，安茹公爵。
3. 讓（1340年11月30日 ─ 1416年6月15日）[12]，貝里公爵。
4. 菲利普（1342年1月17日 ─ 1404年4月27日）[12]，勃艮第公爵。
5. 讓娜（1343年7月24日 ─ 1373年11月3日）[12]，納瓦拉國王卡洛斯二世王后。
6. 瑪莉（英语：Marie of France, Duchess of Bar）（1344年9月12日 ─ 1404年10月），巴爾公爵夫人。
7. 阿涅絲（1345年12月9日 ─ 1350年4月）。
8. 瑪嘉蕾（1347年9月20日 ─ 1352年4月25日）。
9. 伊莎貝拉（英语：Marie of France, Duchess of Bar）（1348年10月1日 ─ 1372年9月11日），米蘭公爵夫人。

1350年2月19日，約翰與奧弗涅與布洛涅女伯爵讓娜再婚，讓娜是勃艮第公爵繼承人的遺孀以及卡佩家族末代勃艮第公爵菲利普一世的母親，菲利普後來成為了約翰的養子與護衛。約翰與讓娜育有三名子女，皆早夭。
1. 布蘭雪（1350年11月生）
2. 凱瑟琳（1352年初生）
3. 男嬰（名不詳，1353年初生）

### 繼承人
約翰二世的繼承人為長子查理，他以查理五世之名統治法蘭西王國，外號「智者」。